# Pontodora pelagica
Pontodora pelagica är en ringmaskart som beskrevs av Richard Greeff 1879. Pontodora pelagica ingår i släktet Pontodora och familjen Pontodoridae. Inga underarter finns listade i Catalogue of Life.